# Черниговская мебельная фабрика
Черниговская мебельная фабрика (укр. Чернігівська меблева фабрика) — закрытое предприятие лесной промышленности (мебельной отрасли) в городе Чернигове.

## История
Начала работу в 1936 году как каретная мастерская. В конце 1930-х годов каретная мастерская была реорганизована на обозостроительную артель имени XVIII партсъезда. В начале Великой Отечественной войны прекратила свою деятельность. После освобождения Чернигова возобновила выпуск продукции. Наряду с ремонтом и изготовлением телег, начала изготовлять кукурузосажалки, деревянные бочки. Со временем были освоенные производства паркета (1955) и мебели (1959). В 1960 году обозостроительная артель преобразована в деревообрабатывающий завод. С 1961 года — после присоединения артели «Деревообработчик» — предприятие называется «Черниговская мебельная фабрика». В 1961—1962 годы была осуществлена реконструкция фабрики — сооружены новые цехи, в том числе сушильный. Фабрика изготовляла разные виды столов, наборы мебели для общих комнат, с отходов — изделия широко потребления, сувениры, игрушки.

## Описание
В 1998 году изменился вид деятельности — производство новой мебели (кроме производства мебели по заказу населения).
В 2004 году юридическая организация ООО «Черниговская мебельная фабрика» прекратила свою деятельность.